# Меленковский район
Меленко́вский райо́н — упразднëнная административно-территориальная единица (район) и муниципальное образование (муниципальный район) на юго-востоке Владимирской области России.
Административный центр — город Меленки.

## География
Округ расположен в юго-восточной части Владимирской области. Площадь 2 221 км2 (4-е место среди районов), 53 % её покрыты лесами, а 39 % занимают сельхозугодья.
На севере и западе район граничит с Муромским, Селивановским и Гусь-Хрустальным районами, на востоке — с Нижегородской и на юге — с Рязанской областями.

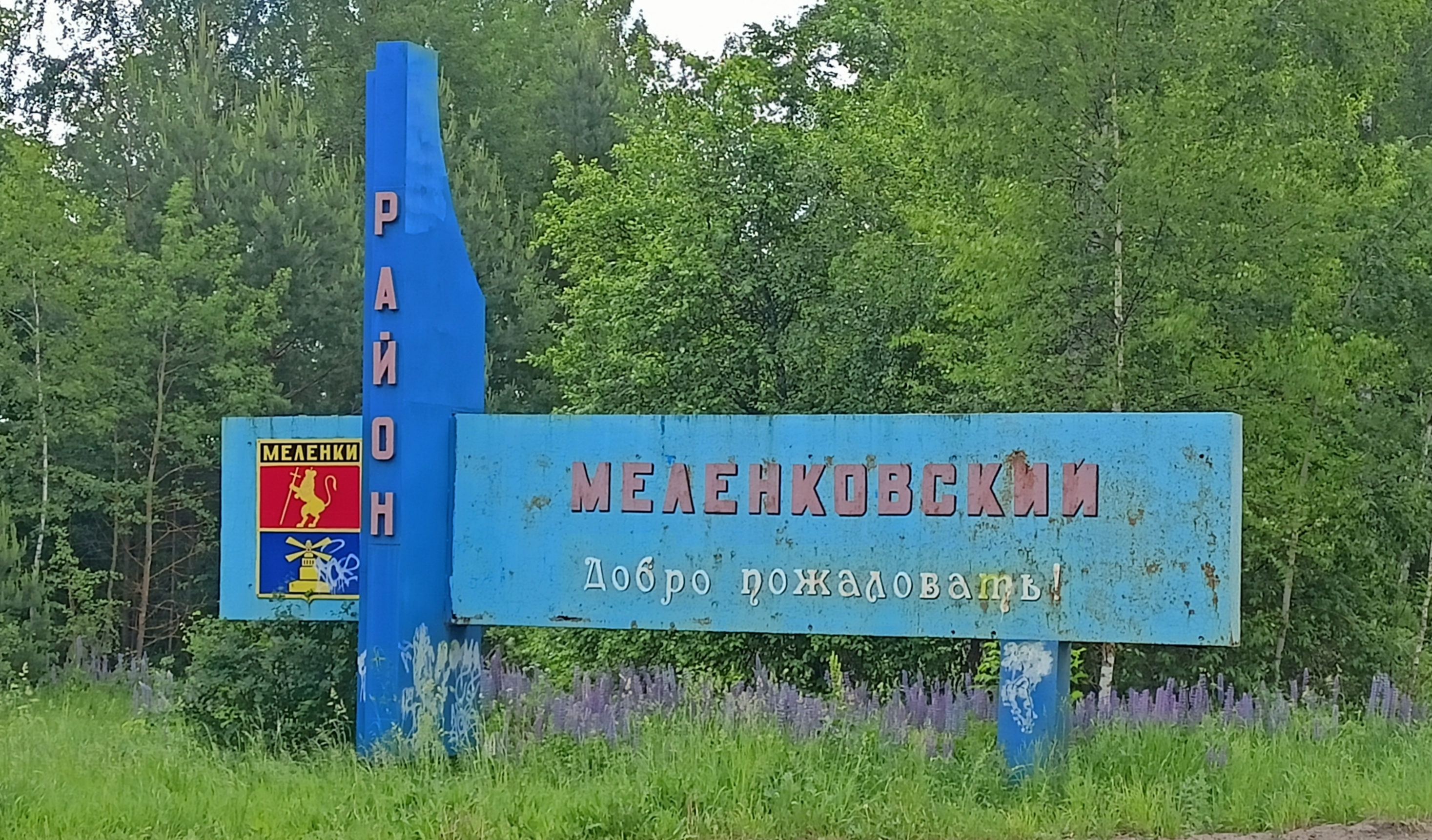

Основные реки — Ока, Унжа. Из озёр размером выделяются Урвановское, Наше, Василье, Умысань, Поганое, Соколье и Широха.
Природные ресурсы
Флора района насчитывает 985 видов сосудистых растений. Это самый флористически богатый район Владимирской области.

## История

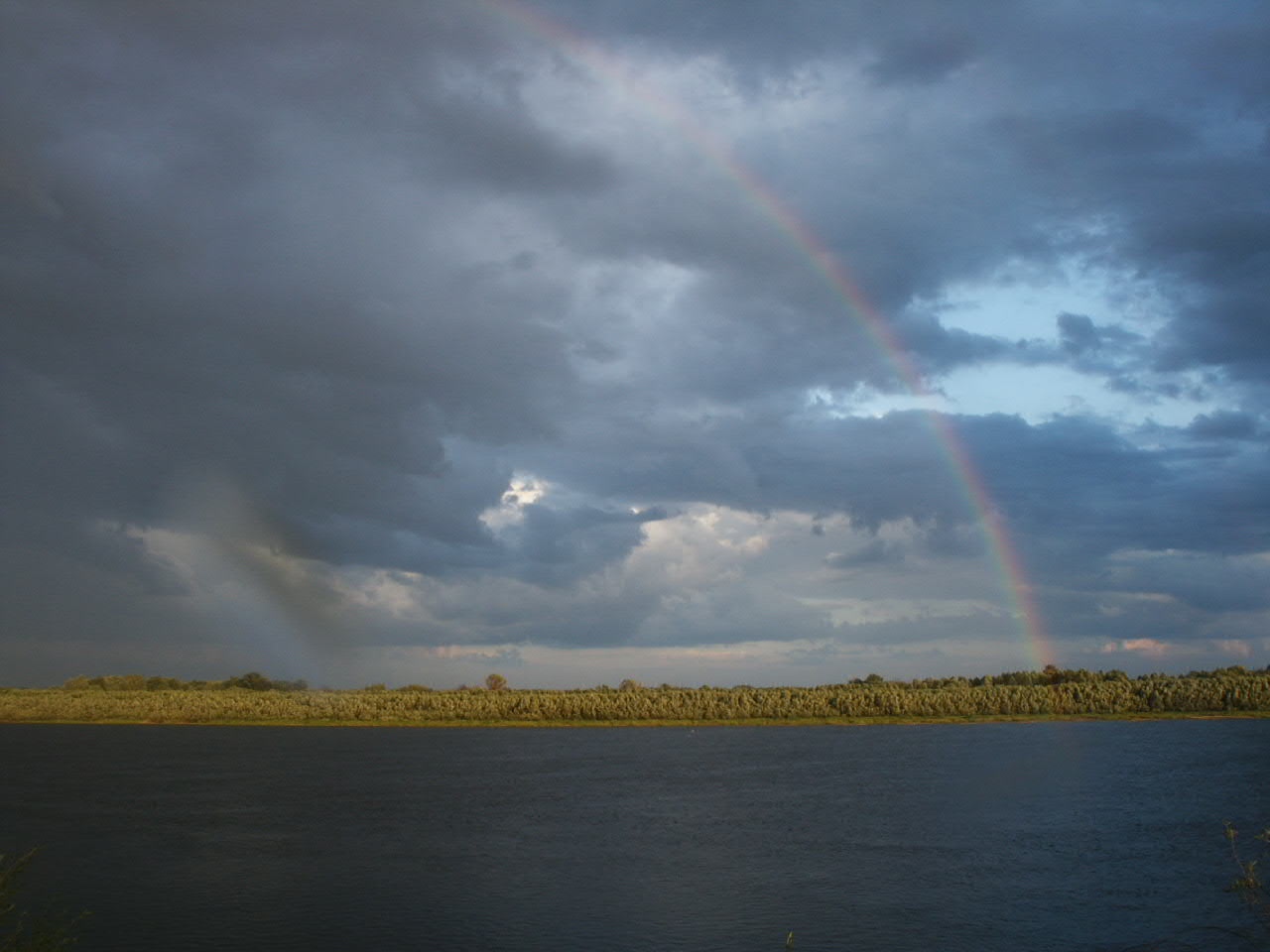
Радуга над Окой в районе села Воютино

Район образован 10 апреля 1929 года в составе Владимирского округа Ивановской Промышленной области как преемник существовавшего до 1926 года Меленковского уезда из части территорий Муромского уезда Владимирской губернии.
10 сентября 1936 года селение Гусь-Железный и Чаурский сельский совет были переданы из Меленковского района в Бельковский район Московской области.
В 1940 году в состав района входил 21 сельсовет: Архангельский, Большеприклонский, Бутылицкий, Даниловский, Двойновский, Денятинский, Дмитриевский, Зимницкий, Илькинский, Коровинский, Кудринский, Лехтовский, Максимовский, Мильдевский, Ново-Николаевский, Озорновский, Папулинский, Просеницкий, Прудненский, Синжанский, и Скрыпинский сельские советы.
С 14 августа 1944 года Меленковский район находится в составе Владимирской области.
В 1954 году объединены сельсоветы: Больше-Приклонский и Коровинский — в Больше-Приклонский с/с, Даниловский и Синжанский — в Даниловский с/с, Денятинский и Озорновский — в Левинский с/с, Скрипинский и Ново-Николаевский — в Скрипинский с/с, Папулинский и Просеницкий — в Папулинский с/с, Илькинский и Двойновский — в Илькинский с/с. В 1958 году упразднен Зимницкий с/с с перечислением населённых пунктов в состав Бутылицкого с/с. В 1960 году упразднен Мильдевский с/с с передачей его территории в состав Даниловского с/с.
1 февраля 1963 году образован Меленковский сельский район в составе 21 сельсовета: 13 с/с (Архангельский, Больше-Приклонский, Бутылицкий, Даниловский, Дмитриевский, Илькинский, Кудринский, Левинский,
Лехтовский, Максимовский, Папулинский, Прудинский, Скрипинский) Меленковского района и 8 с/с Ляховского района.
12 января 1965 года Меленковский сельский район преобразован в Меленковский район в составе 21 сельсовета (Архангельский, Больше-Приклонский, Бутылицкий, Высоковский, Даниловский, Дмитриевский, Дмитриево-Горский, Илькинский, Кудринский, Левинский, Лехтовский, Ляховский, Максимовский, Пановский, Папулинский, Прудинский, Селинский, Скрипинский, Толстиковский, Тургеневский, Урвановский).
В 1969 году перенесены: центр Пруднинского с/с в село Денятино с переименованием его в Денятинский, центр Лехтовского с/с в село Войново с переименованием его в Войновский. В 1975 году центр Дмитровского с/с перенесен в посёлок Южный с переименованием его в Южный с/с. В 1982 году упразднен Кудринский с/с с включением его территории в состав Илькинского с/с.
На 1 января 1983 года в состав района входили город Меленки и 20 сельских советов: Архангельский, Большеприклонский, Бутылицкий, Войновский, Высоковский, Даниловский, Денятинский, Дмитриево-Горский, Илькинский, Левинский, Ляховский, Максимовский, Пановский, Папулинский, Селинский, Скрипинский, Толстиковский, Тургеневский, Урвановский, Южный.
В 1998 году в результате реформы все сельские советы преобразованы в сельские округа.
В соответствии с Законом Владимирской области от 1 декабря 2004 года № 219-ОЗ было образовано муниципальное образование город Меленки, наделённое статусом городского округа.
В соответствии с Законом Владимирской области от 13 мая 2005 года № 57-ОЗ, отменившим действие предыдущего закона, Меленковский район как муниципальное образование был наделён статусом муниципального района в составе 1 городского и 7 сельских поселений.
В 2010 году Меленковский район значительно пострадал от природных пожаров. Полностью была уничтожена д. Мильдево и частично п. Южный и д. Каменка. Население сгоревших деревень было переселено в д. Иватино.

## Население
| 1926    | 1939    | 1959    | 1970    | 1979    | 1989    | 2002    | 2009    | 2010    |
| ------- | ------- | ------- | ------- | ------- | ------- | ------- | ------- | ------- |
| 70 030  | ↘65 982 | ↘61 767 | ↗75 087 | ↘60 344 | ↘49 712 | ↘41 125 | ↘37 348 | ↘36 464 |
| 2011    | 2012    | 2013    | 2014    | 2015    | 2016    | 2017    | 2018    | 2019    |
| ↘36 259 | ↘35 880 | ↘35 669 | ↘35 179 | ↘34 710 | ↘34 212 | ↘33 677 | ↘33 246 | ↘32 704 |
| 2020    | 2021    |         |         |         |         |         |         |         |
| ↘32 197 | ↗32 701 |         |         |         |         |         |         |         |

### Урбанизация
В городских условиях (город Меленки) проживают 41 % населения района.

### Национальный состав
По итогам переписи населения 2020 года проживали следующие национальности (национальности менее 0,1 % и другое, см. в сноске к строке «Другие»):
| Национальность | Численность, чел. | Доля     |
| -------------- | ----------------- | -------- |
| Русские        | 31 462            | 96,20 %  |
| Узбеки         | 120               | 0,37 %   |
| Украинцы       | 65                | 0,20 %   |
| Киргизы        | 50                | 0,15 %   |
| Молдаване      | 48                | 0,15 %   |
| Армяне         | 43                | 0,13 %   |
| Таджики        | 42                | 0,13 %   |
| Азербайджанцы  | 41                | 0,13 %   |
| Татары         | 33                | 0,10 %   |
| Другие         | 797               | 2,44 %   |
| Итого          | 32 701            | 100,00 % |

## Муниципально-территориальное устройство
В Меленковский район как муниципальный район входят 8 муниципальных образований, в том числе 1 городское и 7 сельских поселений:
| №        | Муниципальное образование | Административный центр | Количество населённых пунктов | Население | Площадь, км2 |
| -------- | ------------------------- | ---------------------- | ----------------------------- | --------- | ------------ |
| 1e-06    | Городские поселения:      |                        |                               |           |              |
| 1        | город Меленки             | город Меленки          | 1                             | ↘13 407   | 10,86        |
| 1.000002 | Сельские поселения:       |                        |                               |           |              |
| 2        | Бутылицкое                | село Бутылицы          | 21                            | ↗3349     | 270,08       |
| 3        | Даниловское               | деревня Данилово       | 19                            | ↗2923     | 704,09       |
| 4        | Денятинское               | село Денятино          | 21                            | ↗2370     | 238,72       |
| 5        | Дмитриевогорское          | село Дмитриевы Горы    | 7                             | ↘1971     | 137,51       |
| 6        | Илькинское                | село Илькино           | 13                            | 2924      | 335,94       |
| 7        | Ляховское                 | село Ляхи              | 27                            | 3796      | 319,18       |
| 8        | Тургеневское              | деревня Тургенево      | 12                            | ↘2063     | 204,54       |

## Населённые пункты
В районе 121 населённый пункт:
| №   | Населённый пункт | Тип     | Население | Муниципальное образование |
| --- | ---------------- | ------- | --------- | ------------------------- |
| 1   | Абрамово         | деревня | ↗20       | Денятинское               |
| 2   | Адино            | деревня | ↘248      | Тургеневское              |
| 3   | Александрино     | деревня | ↘44       | Денятинское               |
| 4   | Амосово          | посёлок | ↗18       | Денятинское               |
| 5   | Анохино          | деревня | ↘16       | Ляховское                 |
| 6   | Архангел         | село    | ↘363      | Бутылицкое                |
| 7   |                  |         |           |                           |
| 8   | Барсуки          | деревня | ↘3        | Денятинское               |
| 9   | Бойцево          | деревня | ↗83       | Денятинское               |
| 10  | Большая Сала     | деревня | ↗50       | Ляховское                 |
| 11  | Большой Приклон  | деревня | ↘360      | Даниловское               |
| 12  | Большой Санчур   | деревня | ↘100      | Дмитриевогорское          |
| 13  | Бутылицы         | село    | ↗1191     | Бутылицкое                |
| 14  | Васильевский     | посёлок | ↘0        | Даниловское               |
| 15  | Венедеевка       | деревня | ↗27       | Ляховское                 |
| 16  | Верхозерье       | село    | ↗65       | Ляховское                 |
| 17  | Верхоунжа        | деревня | ↘177      | Бутылицкое                |
| 18  | Вичкино          | деревня | ↘141      | Бутылицкое                |
| 19  | Войново          | село    | ↘339      | Илькинское                |
| 20  | Вологдино        | деревня | ↗18       | Тургеневское              |
| 21  | Воютино          | село    | ↘292      | Дмитриевогорское          |
| 22  | Выползово        | деревня | ↘4        | Денятинское               |
| 23  | Высоково         | деревня | ↗296      | Ляховское                 |
| 24  | Городищи         | деревня | ↗19       | Денятинское               |
| 25  | Горохово         | деревня | ↘31       | Бутылицкое                |
| 26  | Григорово        | село    | ↘54       | Ляховское                 |
| 27  | Данилово         | деревня | ↘39       | Даниловское               |
| 28  | Двоезёры         | деревня | ↘18       | Илькинское                |
| 29  | Двойново         | деревня | ↘206      | Илькинское                |
| 30  | Денятино         | село    | ↗648      | Денятинское               |
| 31  | Деревнищи        | деревня | ↗50       | Ляховское                 |
| 32  | Дмитриево        | деревня | ↗14       | Даниловское               |
| 33  | Дмитриевы Горы   | село    | ↘1010     | Дмитриевогорское          |
| 34  | Добрятино        | деревня | ↘14       | Бутылицкое                |
| 35  | Домнино          | деревня | ↘7        | Ляховское                 |
| 36  | Дубровка         | деревня | ↘18       | Бутылицкое                |
| 37  | Дубцы            | деревня | ↗18       | Ляховское                 |
| 38  | Дурасово         | деревня | ↘2        | Бутылицкое                |
| 39  | Елино            | деревня | ↘27       | Ляховское                 |
| 40  | Зимницы          | деревня | ↗8        | Бутылицкое                |
| 41  | Зимницы          | посёлок | →0        | Бутылицкое                |
| 42  | Злобино          | деревня | ↘544      | Бутылицкое                |
| 43  | Иватино          | деревня | ↗641      | Даниловское               |
| 44  | Илькино          | село    | ↗1162     | Илькинское                |
| 45  | Казнево          | село    | ↗51       | Ляховское                 |
| 46  | Каменка          | деревня | ↘0        | Даниловское               |
| 47  | Кесово           | деревня | ↘31       | Тургеневское              |
| 48  | Кондаково        | деревня | ↘140      | Денятинское               |
| 49  | Кононово         | деревня | ↘325      | Дмитриевогорское          |
| 50  | Копнино          | деревня | ↗113      | Бутылицкое                |
| 51  | Кориково         | деревня | ↗36       | Ляховское                 |
| 52  | Коровино         | село    | ↘296      | Даниловское               |
| 53  | Кочетки          | деревня | ↘0        | Даниловское               |
| 54  | Кочетки          | посёлок | →1        | Илькинское                |
| 55  | Кошкино          | деревня | ↗3        | Бутылицкое                |
| 56  | Красново         | деревня | ↘25       | Денятинское               |
| 57  | Крутая           | деревня | ↘29       | Ляховское                 |
| 58  | Крутцы           | деревня | ↘330      | Илькинское                |
| 59  | Кудрино          | село    | ↘53       | Илькинское                |
| 60  | Кузьмино         | деревня | ↘57       | Бутылицкое                |
| 61  | Кулаки           | деревня | ↘175      | Илькинское                |
| 62  | Левенда          | деревня | ↗184      | Ляховское                 |
| 63  | Левино           | деревня | ↘360      | Денятинское               |
| 64  | Лехтово          | деревня | ↘425      | Илькинское                |
| 65  | Лужи             | деревня | ↗35       | Денятинское               |
| 66  | Лужки            | деревня | ↗21       | Тургеневское              |
| 67  | Ляхи             | село    | ↘1306     | Ляховское                 |
| 68  | Максимовка       | деревня | ↘39       | Тургеневское              |
| 69  | Максимово        | деревня | ↘307      | Бутылицкое                |
| 70  | Малый Приклон    | деревня | ↘181      | Даниловское               |
| 71  | Малый Санчур     | деревня | ↘147      | Дмитриевогорское          |
| 72  | Меленки          | город   | ↘13 407   | город Меленки             |
| 73  | Мильдево         | деревня | →0        | Даниловское               |
| 74  | Мильна           | деревня | ↘28       | Илькинское                |
| 75  | Митино           | деревня | ↗1        | Бутылицкое                |
| 76  | Муралёво         | деревня | ↗3        | Бутылицкое                |
| 77  | Муратово         | деревня | ↘13       | Дмитриевогорское          |
| 78  | Новенькая        | деревня | ↗7        | Тургеневское              |
| 79  | Ново-Барсуково   | деревня | ↗12       | Денятинское               |
| 80  | Новониколаевское | деревня | ↘102      | Бутылицкое                |
| 81  | Озорново         | деревня | ↗18       | Денятинское               |
| 82  | Окшово           | деревня | ↘84       | Дмитриевогорское          |
| 83  | Орловка          | деревня | ↘15       | Денятинское               |
| 84  | Осинки           | деревня | ↗280      | Илькинское                |
| 85  | Осинковский      | посёлок | →0        | Илькинское                |
| 86  | Паново           | деревня | ↘351      | Ляховское                 |
| 87  | Пановский        | посёлок | ↘6        | Ляховское                 |
| 88  | Папулино         | деревня | ↘567      | Денятинское               |
| 89  | Пичугино         | деревня | ↘63       | Даниловское               |
| 90  | Приклон          | село    | ↘422      | Даниловское               |
| 91  | Просеницы        | деревня | ↘35       | Денятинское               |
| 92  | Прудня           | деревня | ↗135      | Денятинское               |
| 93  | Пьянгус          | село    | →0        | Даниловское               |
| 94  | Рамень           | деревня | ↘15       | Илькинское                |
| 95  | Ратново          | деревня | ↘149      | Даниловское               |
| 96  | Репино           | село    | ↗39       | Тургеневское              |
| 97  | Рождествено      | деревня | ↘129      | Денятинское               |
| 98  | Савково          | деревня | ↘171      | Тургеневское              |
| 99  | Селино           | деревня | ↘278      | Тургеневское              |
| 100 | Синжаны          | село    | ↘199      | Даниловское               |
| 101 | Скрипино         | деревня | ↗197      | Бутылицкое                |
| 102 | Славцево         | деревня | ↘52       | Ляховское                 |
| 103 | Советский        | посёлок | ↗77       | Бутылицкое                |
| 104 | Соколье          | посёлок | ↘104      | Даниловское               |
| 105 | Софроново        | деревня | ↘287      | Даниловское               |
| 106 | Старинки         | деревня | ↗20       | Ляховское                 |
| 107 | Степаньково      | село    | ↗84       | Ляховское                 |
| 108 | Тимошино         | деревня | ↘86       | Даниловское               |
| 109 | Толстиково       | деревня | ↘213      | Ляховское                 |
| 110 | Тургенево        | деревня | ↘1072     | Тургеневское              |
| 111 | Улановка         | деревня | ↗6        | Тургеневское              |
| 112 | Урваново         | село    | ↘304      | Ляховское                 |
| 113 | Урюсево          | деревня | →26       | Ляховское                 |
| 114 | Усад             | деревня | ↘179      | Ляховское                 |
| 115 | Фурсово          | деревня | ↘16       | Ляховское                 |
| 116 | Хольково         | деревня | →5        | Денятинское               |
| 117 | Хольковский      | посёлок | ↘133      | Тургеневское              |
| 118 | Чабышево         | деревня | ↗55       | Денятинское               |
| 119 | Черниченка       | деревня | ↘103      | Ляховское                 |
| 120 | Шохино           | деревня | ↘16       | Ляховское                 |
| 121 | Южный            | посёлок | ↘82       | Даниловское               |

### Упраздненные населенные пункты
19 июля 2004 года были упразднены поселок Первомайский Даниловского сельского округа, поселок Левендянский Пановского сельского округа и поселок Хмелевец Скрипинского сельского округа.

## Транспорт
Основной автомобильной дорогой в районе является трасса Р125 Нижний Новгород — Ряжск, проходящая с севера на юг.
По северу района с запада на восток проходит Южный ход Горьковской железной дороги Люберцы — Арзамас. Участок относится к её Муромскому региону. Поезда дальнего следования не делают остановок на территории Меленковского района за исключением почтово-багажных, останавливающихся на станции Бутылицы.
Существовавшая ранее узкоколейная железная дорога Меленки — Бутылицы сохранилась лишь на участке Бутылицы — Злобино.
В юго-восточной части района проходит магистральный газопровод «Нижняя Тура — Пермь — Горький — Центр».

## Экономика
ОАО ПЗ «Илькино» — Самый крупный по производству молока в области.

## Знаменитые уроженцы и жители
- Каманин, Николай Петрович — Герой Советского Союза, советский лётчик и военачальник.
- Дмитриев, Александр Павлович — Герой Советского Союза, родился в д. Окшово, Меленковского района.
- Конышев, Николай Сергеевич — Герой Советского Союза, командир эскадрильи 163-го истребительного авиационного Седлецкого Краснознаменного полка (336-я истребительная Ковельская Краснознаменная авиационная дивизия, 15-я воздушная армия, 2-й Прибалтийский фронт), майор.
- Лёвин Михаил Константинович (1918—1985) — советский художник; участник Великой Отечественной войны; c 1965 года — член Союза художников СССР.
- Лобанов, Спартак Михайлович — подполковник, участник Великой Отечественной войны, Герой Советского Союза. Окончил среднюю школу в селе Бутылицы.
- Сидоров, Василий Семёнович — советский полярник, участник многочисленных арктических и антарктических экспедиций, начальник полярных станций.
- Якунин, Владимир Иванович — президент ОАО «РЖД».